# زیردریایی دمیتری دانسکویی (تی‌کی-۲۰۸)
زیردریایی دمیتری دانسکویی (تی‌کی-۲۰۸) (به انگلیسی: Russian submarine Dmitri Donskoi (TK-208)) یک زیردریایی است. این زیردریایی  در سال ۱۹۸۰ ساخته شد.